# Ben Martin
Ben R. Martin, nat el 9 d'agost de 1952, és físic i documentalista anglès.

## Vida i obra
Ben Martin es graduà en Ciències naturals (Física) a la Universitat de Cambridge i obtingué el Master in Science sobre Estructura i organització de la ciència i de la tècnica a la Universitat de Manchester.
A finals dels 70, juntament amb John Irvine, va dur a terme uns estudis sobre l'avaluació de la recerca bàsica, encarregats pel Science Policy Research Unit (SPRU) de la Universitat de Sussex a Brighton. Aquests estudis anaven dirigits a institucions de recerca en física i radio-astronomia. Van tenir molta repercussió, en un primer moment controvèrsia i crítica i després reconeixement. Sempre van tenir el suport de Derek J. de Solla Price
Van suposar un autèntic revulsiu posant de manifest la necessitat de dur polítiques de retiment de comptes i de seguiment del rendiment de la despesa en recerca a base de bons indicadors. Els estudis es varen fer extensius després a altres institucions, com el CERN, i fomentaren la comparació de les polítiques de recerca entre paÍsos i entre institucions d'un mateix país. Tot aquest moviment arribà a prtar inclús a l'anomenat "negoci de les avaluacions". D'aquesta possibilitat Martin i Irvine se'n desmarcaven clarament.
Els seus mètodes han estat aplicats posteriorment en molts altres temes de recerca, per exempleː els problemes als que s'enfronten les dones científiques en el desenvolupament de les seves carreres, els beneficis de la radio-astronomia en el desenvolupament d'habilitats de recerca, la pobra instrumentació subjacent al dèbil desenvolupament en física de l'energia de la Unió Soviètica i l'avaluació dels laboratoria de recerca aplicada de Noruega.
Ben Martin ha estat professor dels estudis de política de la ciència i la tecnologia al Science and Technology Policy Research de la Universitat de Sussex, on ha fet de director des de 1997 fins a 2004. També és professor associat al Centre for Science and Policy (CSaP) i professor visitant d'alt nivell al Centre for Business Research de la Judge Busines School.
Ben Martin, conjuntament amb John Irvine, rebé el 1997 la medalla Derek de Solla Price.

## Publicacions
Ben R. Martin ha publicat llibres, informes governamentals, uns 50 articles de revista i uns 170 informes i estudis.
Des del 2004 és editor de Research Policy.